# Luis Barragán
Luis Barragán (9 tháng 3 năm 1902 tại Guadalajara – 22 tháng 11 năm 1988 tại Thành phố Mexico) là một trong những kiến trúc sư México quan trọng nhất của thế kỉ 20.
Ông theo học tại trường Kỹ sư Tự do Guadalajara (Escuela Libre de Ingenieros) từ năm 1919 đến năm 1923. Sau khi tốt nghiệp, Barragán quyết định đi du lịch châu Âu. Ông tỏ ra thích thú với kiến trúc của người Moors(người Tây Ban Nha có gốc Phi châu hay người Tây Ban Nha theo Hồi giáo) ở miền nam Tây Ban Nha, vùng Địa Trung Hải, các khu vườn của Ferdinand Bac và các tác phẩm lý thuyết của Le Corbusier. Trong thời gian này, ông đã tự học để trở thành một kiến trúc sư. Từ năm 1927 đến năm 1936, Barragán hành nghề kiến trúc tại Guadalajara và sau đó là Thành phố Mexico. Năm 1945, ông lập đồ án quy hoạch tổng mặt bằng và thiết kế đô thị khu ở Pedregal tại San Ángel. Năm 1955, ông tái thiết khu di tích lịch sử Convento de las Capuchinas Sacramentarias ở Tlalpan, nằm ở phía nam Thành phố Mexico. Năm 1957, Barragán bắt đầu thiết kế tháp Thông tin vệ tinh ở Naucalpan, khu ở Las Arboledas cách Thành phố Vệ tinh của Naucalpan vài km. Năm 1964, ông cùng với Las Arboledas thiết kế khu ở Lomas Verdes ở Naucalpan.
Năm 1980, ông là người thứ hai được trao giải thưởng Pritzker, nhà và xưởng thiết kế của ông được xây dựng từ năm 1948 ở Thành phố Mexico, hiện nay được xếp hạng Di sản thế giới của UNESCO.

## Tham khảo

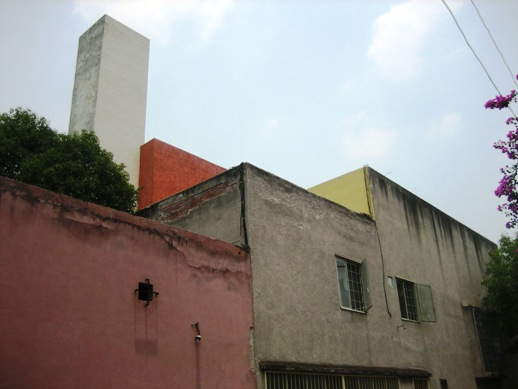
Casa Luis Barragán